# Stadion Zwickau
El GGZ-Arena es un estadio de fútbol ubicado en Zwickau, en el estado de Sajonia en Alemania. El FSV Zwickau usa el estadio como sede para sus partidos de local y tiene una capacidad de 10 134 espectadores.

## Historia
El antiguo hogar de FSV Zwickau fue el Westsachsenstadion hasta 2010. Se convirtió en un lugar adecuado para jugar en la 3. Liga, pero esto fue detenido por la Ciudad de Zwickau debido a los altos costos.
En la temporada 2011-12, FSV Zwickau movió sus juegos de casa al Sportforum Sojus 31, en Eckersbach. El estadio reunió los requisitos mínimos como un lugar para disputar la Regionalliga, pero las críticas de los soportes del marco de acero habían sido expresados. En el pasado, los fanáticos contrarios habían intentado en varias ocasiones desmantelar stands o vallas. Un juego contra 1. FC Magdeburg en la temporada 2014-15 tuvo que ser interrumpido por un incidente de este tipo.
El 26 de abril de 2012, el ayuntamiento de Zwickau decidió construir un nuevo estadio de fútbol en el distrito de Eckersbach. El 26 de septiembre de 2013 se adoptó un plan de desarrollo correspondiente. El lugar tendría aproximadamente 10 000 asientos, con una extensión opcional dentro de 10 años, dependiendo del éxito deportivo, a 15 000 asientos. El costo ascendería aproximadamente a 21 millones de euros. En cambio, los costos de conversión para el Westsachsenstadion se habrían aproximado entre 25 y 30 millones de euros. La ceremonia de inauguración tuvo lugar el 6 de febrero de 2015. La construcción finalizó en agosto de 2016.
El nuevo estadio cumple con los requisitos de la Federación Alemana de Fútbol (DFB) para partidos de la 3. Liga y los requisitos de FIFA para posibles juegos internacionales. El costo del alquiler del estadio para el FSV Zwickau está determinado por la liga, que cuesta 350 000.00 € para competir en la 3. Liga, mientras que 250 000.00 € para los partidos de Regionalliga, si Zwickau no hubiera sido promovido.
Dado que el nuevo estadio no estaba listo a tiempo para los partidos en casa para el inicio de la temporada 2016-17, un partido tuvo lugar en el DDV-Stadiom en Dresde.
El primer juego competitivo en el nuevo estadio fue un partido de primera ronda de DFB-Pokal contra el Hamburger SV el 22 de agosto de 2016.